# Баланджеро
Баланджѐро (на италиански: Balangero; на пиемонтски: Balangé, Баландже) е малък град и община в Метрополен град Торино, регион Пиемонт, Северна Италия. Разположено е на 440 m надморска височина. Към 1 януари 2020 г. населението на общината е 3136 души, от които 128 са чужди граждан.

## Култура

### Религиозни центрове
- Католическа енорийска църква „Св. апостол Яков“ (Chiesa di San Giacomo Apostolo), сред. на 20 век
- Католическа църква „Св. апостол Яков“ (Chiesa di San Giacomo Apostolo), преди 18 век
- Католическо светилище на Мадоната на мъчениците (Santuario della Madonna dei Martiri), нач. на 14 век
- Католически параклис на Св. Рох (Cappella di San Rocco), сред. на 17 век
- Католически параклис „Св. Виктор“ (Cappella di San Vittore), 11 век, в Монте Сан Виторе